# Шакеррі Річардсон
Шакеррі Річардсон (англ. Sha'Carri Richardson; [ʃəˈkæriː] shə-KERREE; нар. 25 березня 2000, Даллас, Техас, США) — американська спринтерка, який змагається в бігу на 100 і 200 метрів. 2019 року на першому курсі Університету штату Луїзіана пробігла за 10,75 секунди 100 метрів, побивши університетський рекорд на чемпіонаті NCAA Дивізіон I. Цей результат долучив її до десяти найшвидших жінок в історії у 19 років.
У квітні 2021 року встановила новий особистий рекорд — 10,72 секунди, ставши шостою найшвидшою жінкою (на той момент) і четвертою найшвидшою американкою в історії. Пройшла кваліфікацію на Літні Олімпійські ігри 2020 року після перемоги на дистанції 100 метрів серед жінок із результатом 10,86 в Олімпійських змаганнях США. 1 липня повідомлялося про позитивний результат на вживання канабісу після її фіналу на дистанції 100 метрів, що анулювало її перемогу та позбавило права брати участь у бігу на 100 метрів на Олімпійських іграх. 28 червня 2021 року її дискваліфікували на 1 місяць. У липні 2023 року вона стала національною чемпіонкою США з бігу на 100 метрів серед жінок на Чемпіонаті США з легкої атлетики на відкритому повітрі 2023 року з результатом 10,82 секунди.
Виборола золото на дистанції 100 метрів на Чемпіонаті світу з легкої атлетики 2023 року в Будапешті, перемігши Шеріку Джексон і Шеллі-Енн Фрейзер-Прайс з новим рекордом чемпіонату (10,65 секунди). У передостанній день виграла золото у складі збірної США у фіналі жіночої естафети 4 × 100 метрів з рекордом чемпіонату 41,03 секунди. 22 червня 2024 року захистила титул національної чемпіонки США у спринтерському забігу на 100 метрів, вигравши фінал жіночого бігу на 100 метрів за 10,71 секунди (WL), отримавши кваліфікацію на Літні Олімпійські ігри 2024 року в Парижі, де виграла срібну медаль на дистанції 100 м.

## Ранні роки
2016 року та 2017 року виграла біг на 100 м на Юніорських Олімпійських іграх AAU. 2017 року дебютувала на міжнародному рівні в на Панамериканському чемпіонаті з легкої атлетики серед молоді до 20 років, де виграла золоту медаль в естафеті 4 × 100 метрів разом з Габріель Каннінгем, Ребекою Сміт і Тарою Девіс.

## Університет штату Луїзіана
2018 року вступила до Університету штату Луїзіана та почала виступати за команду LSU Lady Tigers з легкої атлетики. Вона була фіналісткою в бігу на 60 метрів на чемпіонаті NCAA Дивізіон I у приміщенні 2019 року.
На Чемпіонаті NCAA Дивізіон I на відкритому повітрі 2019 року показала другий найкращий жіночий результат після Мерлен Отті, побивши два світові рекорди серед юніорів. Вона пробігла 100 м за 10,75 секунди, встановивши університетський рекорд і покращивши світовий результат Марліс Ґер серед юніорів, який вона встановила 42 роки тому. На 200 м посіла друге місце з результатом 22.17 секунди, побивши олімпійський рекорд 2004 року Еллісон Фелікс. В естафетах 4 × 100 м фінішувала другою.
Через чотири дні після чемпіонату NCAA оголосила, що залишить університет після закінчення першого курсу та підпише професійний контракт. Вона тренується з колишнім олімпійським спринтером Деннісом Мітчеллом і її спонсорує Nike.

## Професійна кар'єра

### 2021: Олімпійські ігри в Токіо
Пройшла кваліфікацію на Літні Олімпійські ігри 2020 року з часом 10,86 секунди на дистанції 100 метрів, що перевищило результат Джав'ян Олівер на 0,13 секунди, яка фінішувала другою. У її зразку сечі виявили показники, що свідчили про нещодавнє вживання канабісу, це поставило її участь на Олімпійських іграх під загрозу. З 28 червня 2021 року Антидопінгове агентство США (USADA) відсторонило спортсменку на один місяць. У Річардсон залишався шанс потрапити на Олімпійські ігри на жіночу естафету 4 × 100. Однак її не відібрали, таким чином вона повністю пропустила Олімпійські ігри 2020 року.
Річардсон пояснила, що вживала канабіс, щоб впоратися з тиском відбору на Олімпійські ігри та недавньою смертю біологічної матері. Її відсторонення розкритикували прибічники лібералізації політики канабісу, зокрема NORML, члени фракції конгресменів з питань канабісу й інші члени Конгресу. Президент США Джо Байден також припустив, що правила допінг-тесту можуть бути змінені. USADA відповіло на критику, зазначивши, що діяли згідно з Всесвітнім антидопінговим кодексом. Крім того, заявили, що змінити правила проблематично, оскільки переважна більшість держав світу вважають вживання марихуани кримінальним злочином. У відповідь на суперечку у вересні 2021 року Всесвітнє антидопінгове агентство оголосило, що проведе перевірку щодо забороненого статусу канабісу. Канабіс залишається забороненим препаратом для олімпійських спортсменів з 1999 року, хоча 2013 року Всесвітнє антидопінгове агентство підвищило рівень дозволеного метаболіту ТГК з 15 нг/мл до 150 нг/мл.
Повернулася на Prefontaine Classic 2021 року, посівши останнє дев'яте місце з результатом 11,14 секунди. Призерки Токіо ямайки Елейн Томпсон-Гера, Шеллі-Енн Фрейзер-Прайс і Шеріка Джексон посіли ті ж місця.

### 2023: Чемпіон світу

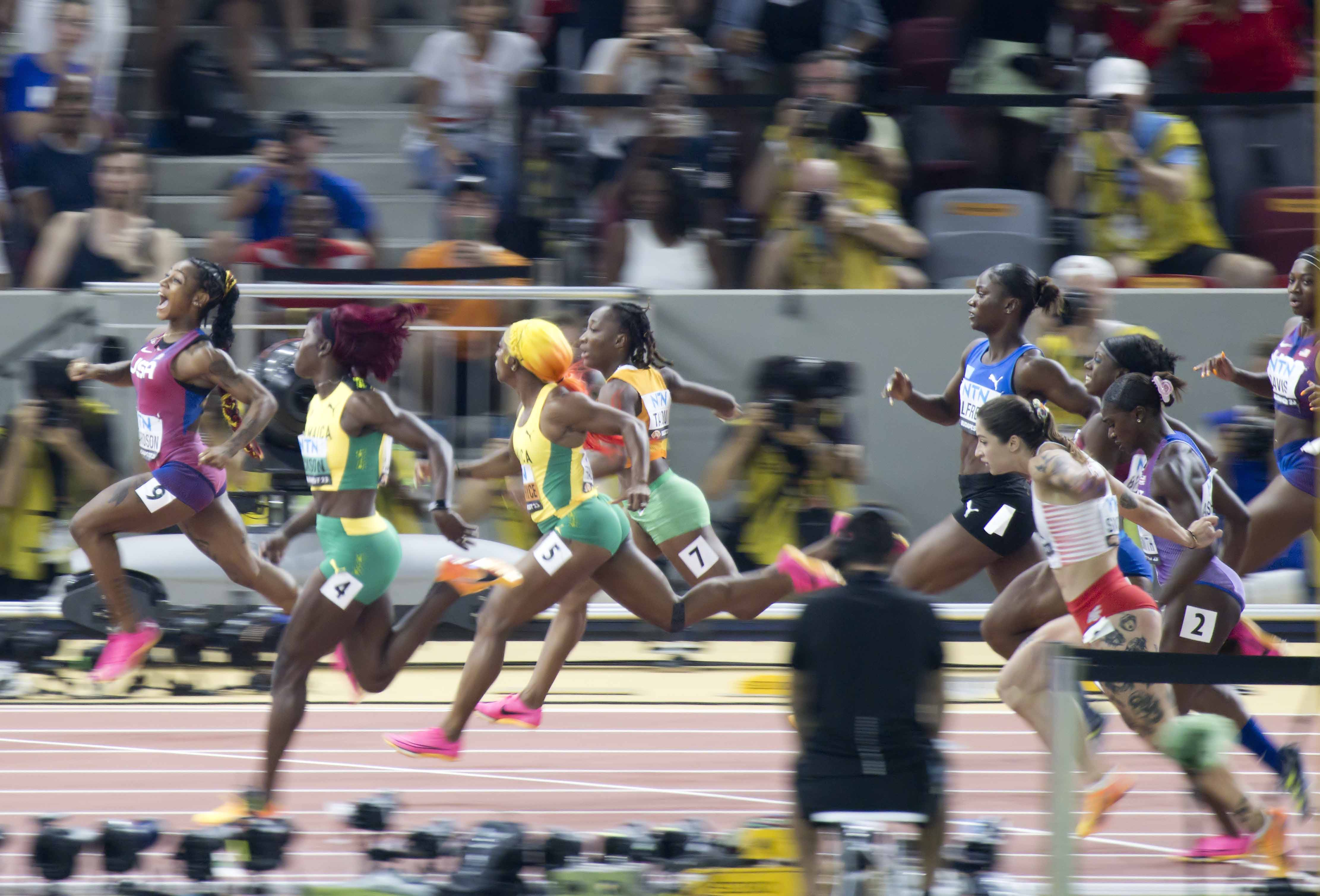
Річардсон перемагає у фіналі на дистанції 100 метрів на Чемпіонаті світу 2023 року

8 квітня 2023 року показала четвертий результат 10,57 секунди, але з попутним вітром 4,1 м/с, що становить 10,77 секунди без фактора вітру. У травні 2023 року здобула першу перемогу в Діамантовій лізі у змаганнях на 100 м у Досі з новим рекордом 10,76 секунди (+0,9 м/с).
У липні 2023 року брала участь у Чемпіонаті США з легкої атлетики на відкритому повітрі 2023 року в Юджині, штат Орегон. 7 липня 2023 року стала національною чемпіонкою США у спринтерському бігу на 100 метрів, вигравши фінал з результатом 10,82 секунди, отримавши кваліфікацію на Чемпіонат світу з легкої атлетики 2023 року в Будапешті. У третій день Чемпіонату світу з легкої атлетики 2023 року виграла золото у спринті на 100 метрів серед жінок з результатом 10,65 секунди. 25 серпня 2023 року стала бронзовою фіналісткою на дистанції 200 метрів серед жінок (21,92 секунди), фінішувавши після представниці США Габрієль Томас (21,81 секунди) і чинної чемпіонки світу на дистанції 200 метрів Шеріки Джексон (21:41 CR). Виграла золото у складі команди США у фіналі жіночої естафети 4 × 100 метрів з рекордом чемпіонату 41,03 секунди. Її товаришками по команді в цій події були Тамарі Девіс, Тваніша Террі та Габрієль Томас.

### 2024: Олімпійські ігри в Парижі
22 червня 2024 року на Чемпіонаті США з легкої атлетики на відкритому повітрі 2024 року в Юджині, штат Орегон, захистила титул національної чемпіонки США у спринтерському забігу на 100 метрів серед жінок, з результатом 10,71 секунди. Вона не пройшла кваліфікацію на 200 метрів, посівши четверте місце у фіналі кваліфікації. На Олімпійських іграх 2024 року виборола срібну медаль на дистанції 100 метрів.

## Особисте життя
Її виховували бабуся Бетті Гарп і тітка. 2021 року, за тиждень до відбіркового забігу на літні Олімпійські ігри 2020 року, померла її біологічна мама. Річардсон дізналася про смерть в інтерв'ю.
Знана своїми довгими нігтями та кольоровим волоссям, заявивши, що її стиль натхненний стилем Флоренс Гріффіт Джойнер.
2021 року заявила, що у неї є дівчина. Після перемоги у червні 2021 року вона звернулася до ЛГБТ-спільноти у твіттері. Річардсон ідентифікує себе бісексуалкою.

## Досягнення

### Міжнародні змагання
| Рік  | Змагання                           | Місто              | Місце | Дисципліна         |                     |
| ---- | ---------------------------------- | ------------------ | ----- | ------------------ | ------------------- |
| 2017 | Панамериканські ігри серед юніорів | Трухільйо, Перу    | 1     | естафета 4 × 100 м | 44.07               |
| 2023 | Чемпіонат світу з легкої атлетики  | Будапешт, Угорщина | 1     | 100 м              | 10.65 CR (-0.2 m/s) |
| 2023 | Чемпіонат світу з легкої атлетики  | Будапешт, Угорщина | 3     | 200 м              | 21.92 PB            |
| 2023 | Чемпіонат світу з легкої атлетики  | Будапешт, Угорщина | 1     | естафета 4 × 100 м | 41.03 CR            |
| 2024 | Олімпійські ігри                   | Париж, Франція     | 2     | 100 м              | 10.87               |

### Діамантова ліга
- Діамантова ліга
  - 2023: Діамантова ліга Доха (WL MR), Хожув Меморіал Каміли Сколімовської, Цюріх Weltklasse
  - 2024: Prefontaine Classic

### Національні звання
- Чемпіонат NCAA дивізіону I з легкої атлетики на відкритому повітрі серед жінок
  - 100 м: 2019 рік
- Юніорські Олімпійські ігри
  - 100 м: 2016, 2017
- Чемпіонат США з легкої атлетики на відкритому повітрі
  - 100 м: 2023,[10] 2024